# Głubinnoje
Głubinnoje (ros. Глубинное) – wieś (sieło) w Rosji, w Kraju Nadmorskim, w rejonie krasnoarmiejskim. W 2010 liczyła 649 mieszkańców.